# Partido judicial de Garrovillas

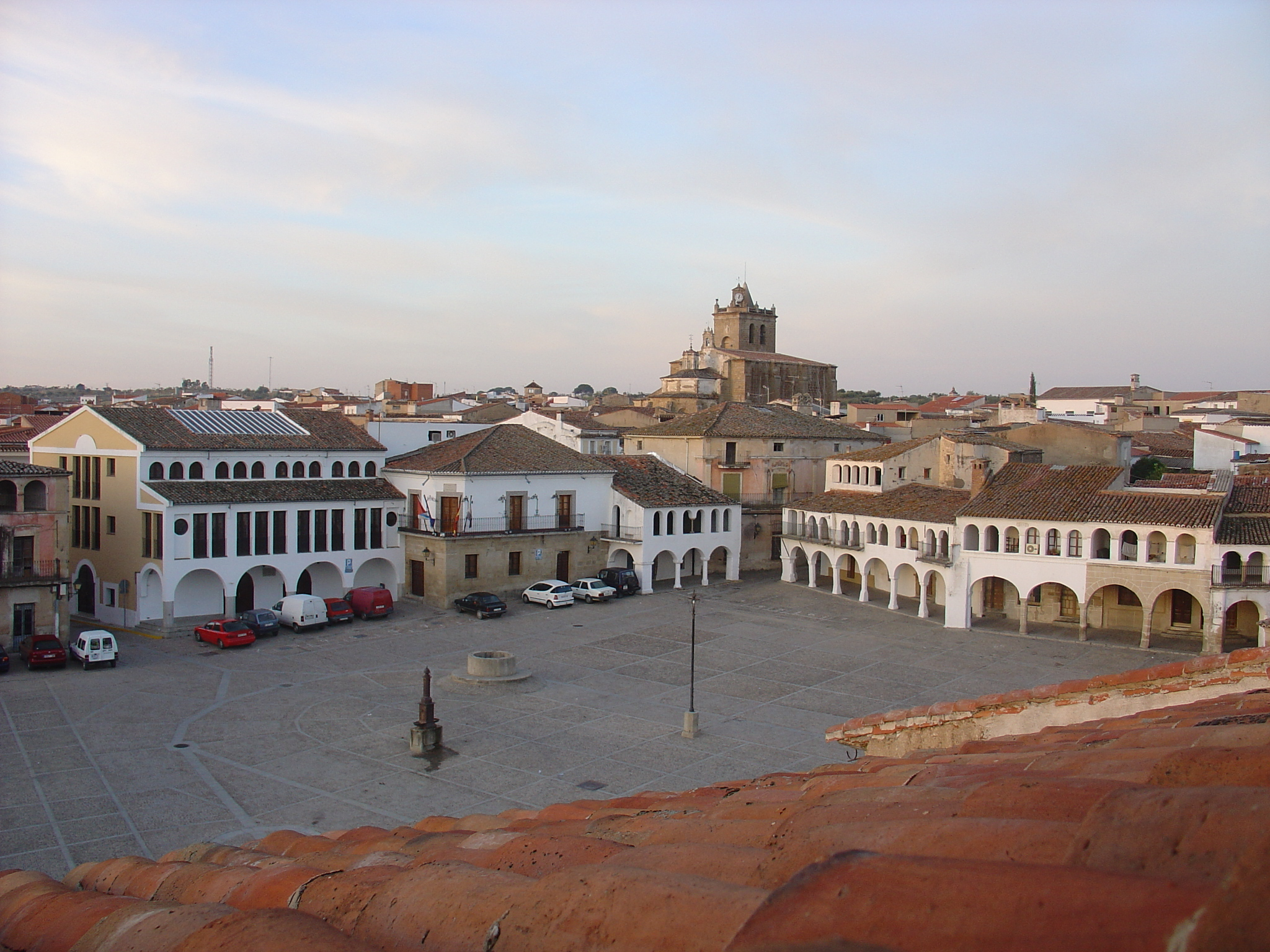
Panorámica de la Plaza Mayor de Garrovillas

El partido judicial de Garrovillas fue uno de los trece partidos judiciales tradicionales, de la provincia de Cáceres en la región de Extremadura (España). Constituido a principios del siglo XIX con catorce municipios.
Estaba situado en el centro de la provincia, lindando al norte con los partidos de Coria y de Plasencia; al sur con los de Cáceres y de Trujillo; al este con el partido de Plasencia; y al oeste con el de Alcántara.
Pertenecían al partido los siguientes municipios: Garrovillas, Hinojal, Monroy, Navas del Madroño, Santiago del Campo, Talaván, Acehúche, Portezuelo, Arco, Cañaveral, Casas de Millán y Pedroso.